# Czarnków
Czarnków és una ciutat de Polònia, es troba al voivodat de Gran Polònia, a 60 km al nord-oest de Poznań, la capital de la regió. El 2016 tenia 10.974 habitants.

## Agermanaments
- Coevorden, Països Baixos
- Gadebusch, Alemanya